# Bernard Kamungo
Bernard Kamungo (Kasulu, 2002. január 1. –) amerikai válogatott labdarúgó, az Dallas csatára.

## Pályafutása

### Klubcsapatokban
Kamungo a tanzániai Kasulu városában született.
2021-ben mutatkozott be az amerikai Dallas tartalék, majd 2022-ben az észak-amerikai első osztályban szereplő felnőtt keretében. Először a 2022. szeptember 18-ai, San Jose Earthquakes ellen 1–1-es döntetlennel zárult mérkőzés 70. percében, Jáder Obrian cseréjeként lépett pályára. Első gólját 2023. április 16-án, a Real Salt Lake ellen hazai pályán 2–1-re megnyert találkozón szerezte meg.

### A válogatottban
Az U23-as korosztályú válogatottban is képviselte Amerikát.
2024-ben debütált a felnőtt válogatottban.

## Statisztikák
2023. június 22. szerint
| Klub     | Szezon   | Osztály  | Bajnokság | Bajnokság | Kupa  | Kupa | Nemzetközi | Nemzetközi | Összesen | Összesen |
| Klub     | Szezon   | Osztály  | Meccs     | Gól       | Meccs | Gól  | Meccs      | Gól        | Meccs    | Gól      |
| -------- | -------- | -------- | --------- | --------- | ----- | ---- | ---------- | ---------- | -------- | -------- |
| Dallas   | 2022     | MLS      | 1         | 0         | 0     | 0    | —          | —          | 1        | 0        |
| Dallas   | 2023     | MLS      | 8         | 1         | 1     | 0    | —          | —          | 9        | 1        |
| Összesen | Összesen | Összesen | 9         | 1         | 1     | 0    | 0          | 0          | 10       | 1        |

### A válogatottban
| Válogatott       | Év       | Pályára lépés | Gól |
| ---------------- | -------- | ------------- | --- |
| Egyesült Államok | 2024     | 1             | 0   |
| Összesen         | Összesen | 1             | 0   |